# Kritosaurus
Kritosaurus är ett släkte inom dinosauriefamiljen Hadrosaurider som levde i Nordamerika under senare delen av kritperioden för 75 till 66 miljoner år sedan vilket gör den både till en av de mest framgångsrika och sista arterna bland dinosaurierna att leva på jorden. Namnet betyder "separerande ödla", men blir ofta felöversatt som "Ädel ödla" med tanke på kranliknande utväxten på främre delen av nosens ovansida som påminner om en romersk näsa.

## Upptäckt
Kritosaurus upptäcktes 1904 i New Mexico nära Ojo Alamo formationen av paleontologen Barnum Brown.  

## Beskrivning
Kritosaurus var en stor växtätare vars huvud blev 90 centimeter långt. Huvudet började liksom hos andra hadrosaurider med en kraftig näbbformad mun kapabel att bita av växter. Dess kropp kunde bli nio meter lång och den kunde väga över 4 ton. Kritosaurus gick förmodligen på alla fyra med svansen utsträckt och kanske i vissa fall på bakbenen då dessa liksom hos andra hadrosaurider var längre och starkare än frambenen.
Nära släktingar till Kritosaurus kan ha varit den liknande hadrosauriden Gryposaurus som levde i Nordamerika tidigare än Kritosaurus och den sydamerikanska hadrosaurien Secernsosaurus.

## Beteende
Kritosaurus saknade likt andra hadrosaurider naturligt försvar mot rovdjur, den hade varken horn, pansar eller taggar. Detta gjorde den trots sin storlek till ett eftertraktat byte för både stora rovdinosaurier som Tyrannosaurus och Albertosaurus och även mindre rovdjur som de grupplevande dromaeosauriderna som Dromaeosaurus eller Dakotaraptor. För att skydda sig levde säkert Kritosaurus i hjordar som de flesta andra hadrosauriearter så att de enklare kunde hålla utkik efter rovdjur och hade säkert väl utvecklade sinnen som lukt, syn och hörsel. Ett effektivt vapen mot mindre rovdjur kunde ha varit dess långa muskulösa svans.  

## Paleobiologi
Krönet på Kritosaurus nos kan ha använts till sociala funktioner som identifiering av kön, ras eller social rangordning. Det kan ha funnits uppblåsbara luftsäckar i nosen som Kritosaurus kan ha blåst upp för signalering eller uppvisning. En annan känd växtätande dinosaurie med sådana luftsäckar på nosen var ornithopoden Muttaburrasaurus från Australien.

## Föda
Kritosaurus var en växtätare som kunde tugga sönder födan genom den stora uppsättningen med tuggtänder i bakre delen i munnen. Dessa tänder ersattes kontinuerligt och var förpackade i tandbatterier som innehöll hundratals tänder. Växterna tuggades lätt med hjälp av Kritosaurus starka näbblika mun. Kritosaurus kunde nå föda som växte så högt som fyra meter över marken genom att resa sig upp på bakbenen.